# Marcus Fabius Ambustus (Konsulartribun 381 v. Chr.)
Marcus Fabius Ambustus entstammte dem römischen Geschlecht der Fabier und war 381 sowie 369 v. Chr. Konsulartribun.

## Leben
Marcus Fabius Ambustus war der Sohn des mehrmaligen Konsulartribunen Kaeso Fabius Ambustus und bekleidete selbst dieses Amt 381 und 369 v. Chr. Laut der vom römischen Geschichtsschreiber Titus Livius aufgegriffenen spätannalistischen Tradition war Fabius in die Klassenkämpfe verwickelt, die schließlich damit endeten, dass auch Plebejer den Konsulat ausüben durften. Demnach war Fabius’ jüngere Tochter Fabia, die den Plebejer Gaius Licinius Stolo geehelicht hatte, über den mit dieser Heirat verbundenen Prestigeverlust enttäuscht und beklagte sich bei ihrem Vater. Dieser unterstützte daraufhin 376 v. Chr. seinen Schwiegersohn und Lucius Sextius Lateranus bei der Beantragung der Licinisch-Sextischen Gesetze, die endlich 367 v. Chr. durchgebracht werden konnten. Somit erhielten auch Plebejer das Recht für die Zulassung zum höchsten Staatsamt.
Vielleicht war Fabius 363 v. Chr. zusammen mit Lucius Furius Medullinus Zensor.